# Innenministerium (Frankreich)

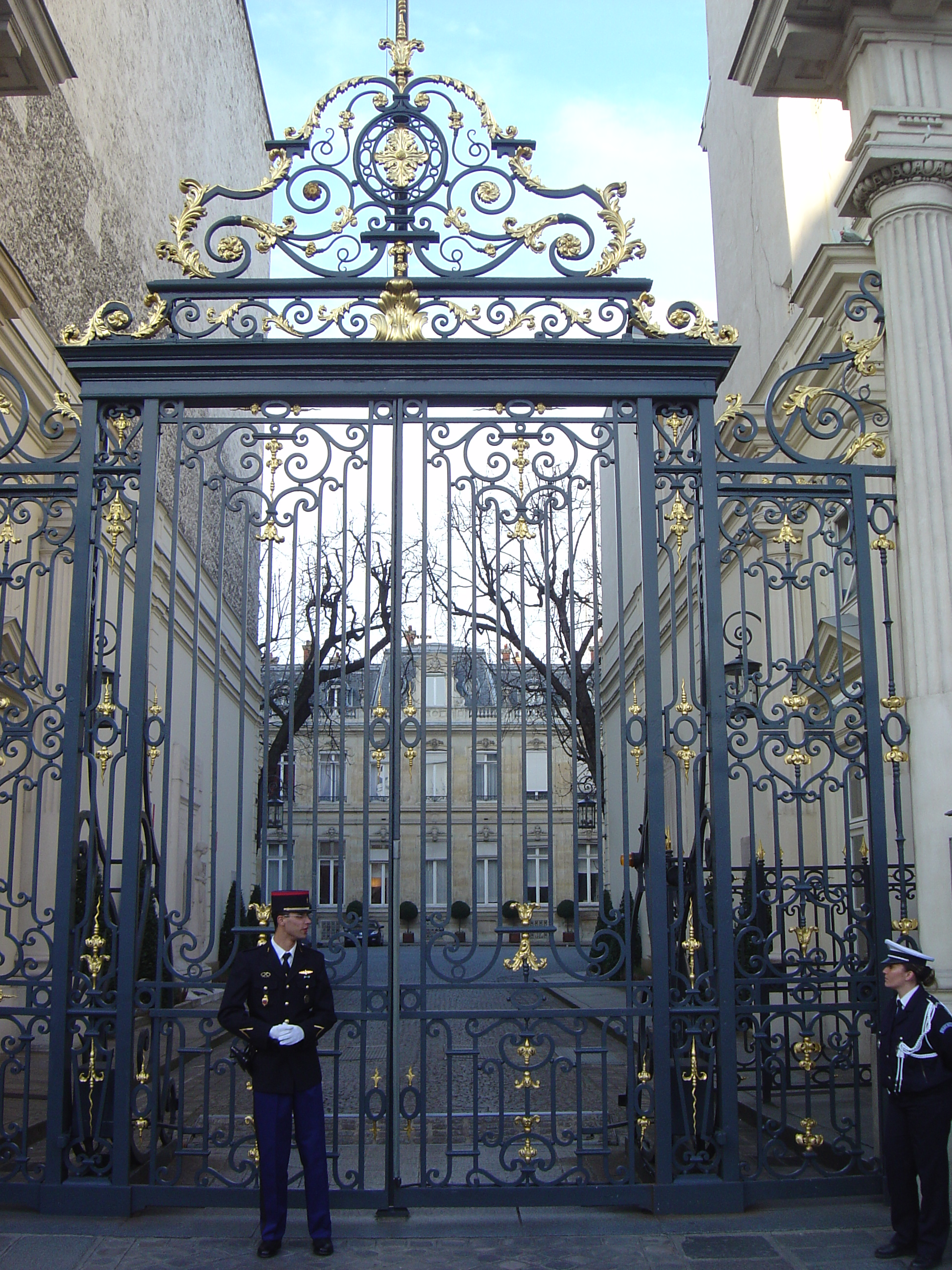
Haupteingang des Innenministeriums

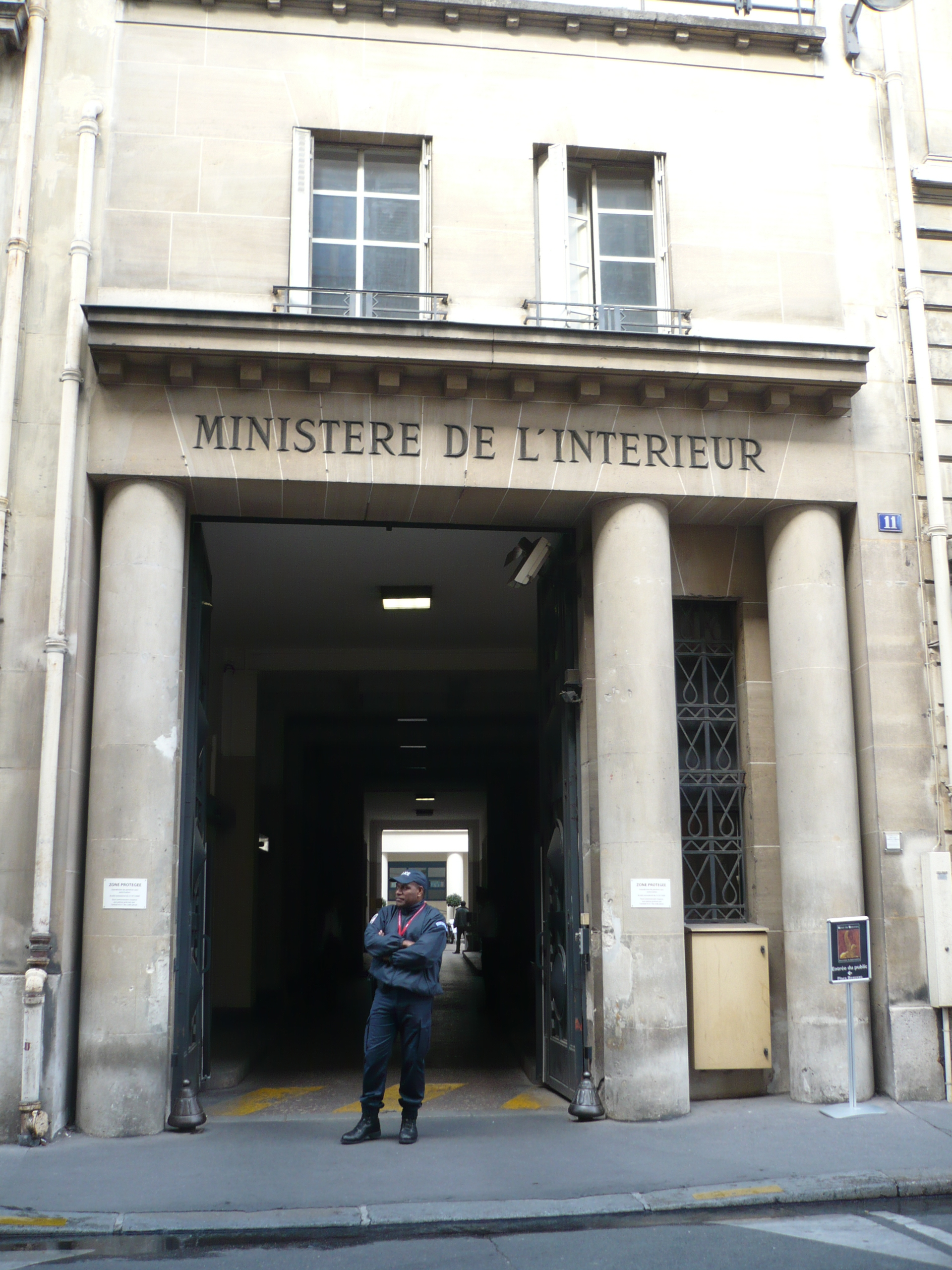
Eingang von der Rue des Saussaies

Das Ministerium des Innern und für die Übersee von Frankreich (französisch Ministère de l’Intérieur et des Outre-mer) ist eines der wichtigsten Kabinettressorts in der französischen Regierung. Das Ministerium hat seinen Sitz im Hôtel de Beauvau im 8. Pariser Arrondissement neben dem Élysée-Palast. Im Zentralstaat Frankreich ist das Innenministerium u. a. für die 150.000 Mann der  Police nationale zuständig. Minister ist seit 2024 Bruno Retailleau.

## Geschichte
Das Innenministerium wurde am 7. August 1790 im Gefolge der Französischen Revolution und der damit einhergehenden Reorganisation des Staates gegründet. Das Ministerium erhielt die Zuständigkeiten für die innere Verwaltung, die Organisation von Wahlen und zum Teil auch für wirtschaftliche Fragen in Landwirtschaft und Handel. Die Polizei unterstand dagegen in der Zeit von 1796 und 1818 einem eigenen Polizeiministerium. Während der Zeit des Ersten Kaiserreichs wurde 1804 ein Religionsministerium (Ministère des Cultes) ausgegliedert. Durch die Schaffung neuer Ministerien, vor allem im 20. Jahrhundert, wurden dem Innenministerium sukzessive einige Zuständigkeiten entzogen.
2022 wurde die Bezeichnung des Innenministeriums um die Bezeichnung Outre-mer (deutsch Übersee) erweitert.

## Zuständigkeiten
Das Innenministerium ist zuständig für allgemeine innere Sicherheit des Landes, in Hinsicht auf Recht und Ordnung, sowie bei Naturkatastrophen, für die Polizeikräfte, nämlich die Police nationale sowie die Gendarmerie nationale für Polizeiaufgaben im Inneren, den Zivilschutz, die Feuerwehr. Es hat die Zuständigkeit für die Ausstellung von Personaldokumenten wie Reisepass, Personalausweis, Führerschein etc. in den Präfekturen, die Regelung der Zusammenarbeit zwischen Regionalverwaltungen und Zentralregierung und die Abhaltung von Wahlen. Das Ministerium hat Weisungsbefugnis gegenüber den Präfekten in den Départements.
Es ist auch zuständig für Religionsangelegenheiten, insbesondere auch im Verhältnis zur katholischen Kirche.
Die allgemeine Fahndungsdatei (Fichier des personnes recherchées, RPF), zu der auch die Fiche S gehört, ist eine Computerdatei der französischen Nationalpolizei (Police nationale), die der Verantwortung des Innenministeriums unterliegt. Ebenso untersteht ihm die Direction générale de la sécurité intérieure (DGSI, Generaldirektion für innere Sicherheit), der Inlandsgeheimdienst.
Dem Ministerium angegliedert sind die Zuständigkeiten für die Übersee-Départements und sonstigen Besitzungen in Übersee (Ministère de l’Outre-mer et des collectivités territoriales).

2012 hatte das Ministerium einen Etat von 25,5 Milliarden Euro und rund 280.000 Mitarbeiter in seinem Arbeitsbereich.